# Záblatí (powiat Jindřichův Hradec)
Záblatí – wieś i gmina w Czechach, w powiecie Jindřichův Hradec, w kraju południowoczeski.
1 stycznia 2017 gminę zamieszkiwało 79 osób, a ich średni wiek wynosił 41,0 roku.